# Podocominae
Podocominae es una subtribu perteneciente a la subfamilia Asteroideae dentro de las asteráceas.

## Descripción
Las especies de esta subtribu tienen un ciclo de vida con  anual o perenne con un hábito tipo herbáceo. Las hojas a lo largo del vástago están dispuestas de una manera alterna; las láminas son enteras, dentadas o divididas. Las inflorescencias están compuestas de cabezas en su mayoría solitarias, o en algunos géneros están en panliculas corimbosas.  El receptáculo es plano-convexo y sin protección de escamas en la base de las flores. Las flores de rayos están dispuestos en serie 2-3. Los pétalos son de color blanco o azulado, color (amarillo en el género Kippistia ) y tienen lóbulos envolventes. Las flores del disco son hermafroditas (o posiblemente funcionalmente masculinas).  Las frutas son aquenios con dos nervios longitudinales; la forma es comprimida y, a menudo el aquenio termina con un cuello o un pico; su superficie en los extremos puede estar provisto de cerdas glandulares o en forma de punta. El mechón se forma a partir de cerdas dispuestos en 2 - 3 series (a menudo la serie más externa está formada por cerdas más cortas).

## Distribución
El hábitat de las plantas de esta subtribu se relaciona con las áreas tropicales y subtropicales. Las especies de este grupo se distribuyen principalmente en América del Sur y Australia.

## Géneros
La subtribu comprende 18 géneros con unas 130 especies.
| Géneros                                      | N. especies                                           | Distribución                    |
| -------------------------------------------- | ----------------------------------------------------- | ------------------------------- |
| Asteropsis Less., 1832                       | 1 sp. Asteropsis macrocephala Less.                   | Brasil e Uruguay                |
| Camptacra N.T. Burb., 1982                   | 2 spp.                                                | Australia                       |
| Dichromochlamys Dunlop, 1980                 | 1 sp. Dichromochlamys dentatifolia (F. Muell.) Dunlop | Australia                       |
| Dimorphocoma F. Muell. & Tate, 1883          | 2 spp.                                                | Australia                       |
| Elachanthus F. Muell., 1853                  | 2 spp.                                                | Australia                       |
| Inulopsis (DC.) O. Hoffm., 1890              | 4 spp.                                                | Brasil, Paraguay y Bolivia      |
| Iotasperma G.L. Nesom., 1994                 | 2 spp.                                                | Australia                       |
| Isoetopsis Turcz., 1851                      | 1 sp. Isoetopsis graminifolia Turcz.                  | Australia                       |
| Ixiochlamys F. Muell. & Sond. ex Sond., 1853 | 4 spp.                                                | Australia                       |
| Kippistia F. Muell., 1858                    | 1 sp. Kippistia suaedifolia F. Muell.                 | Australia                       |
| Laennecia Cass., 1822                        | 17 spp.                                               | USA, México e Andes             |
| Microgynella Grau, 1975                      | 1 sp. Microgynella trifurcata (Less.) Grau            | Brasil, Argentina e Uruguay     |
| Minuria DC., 1836                            | 10 spp.                                               | Australia                       |
| Peripleura (N.T. Burb.) G.L. Nesom, 1994     | 9 spp.                                                | Australia                       |
| Podocoma Cass., 1817                         | ca. 9 spp.                                            | Sudamérica                      |
| Sommerfeltia Less., 1832                     | 2 spp.                                                | Brasil, Uruguay y Argentina     |
| Tetramolopium Lees, 1832                     | 38 spp.                                               | Nueva Guinea, Australia y Hawái |
| Vittadinia A. Rich., 1832                    | 20 spp.                                               | Australia                       |

## Algunas especies

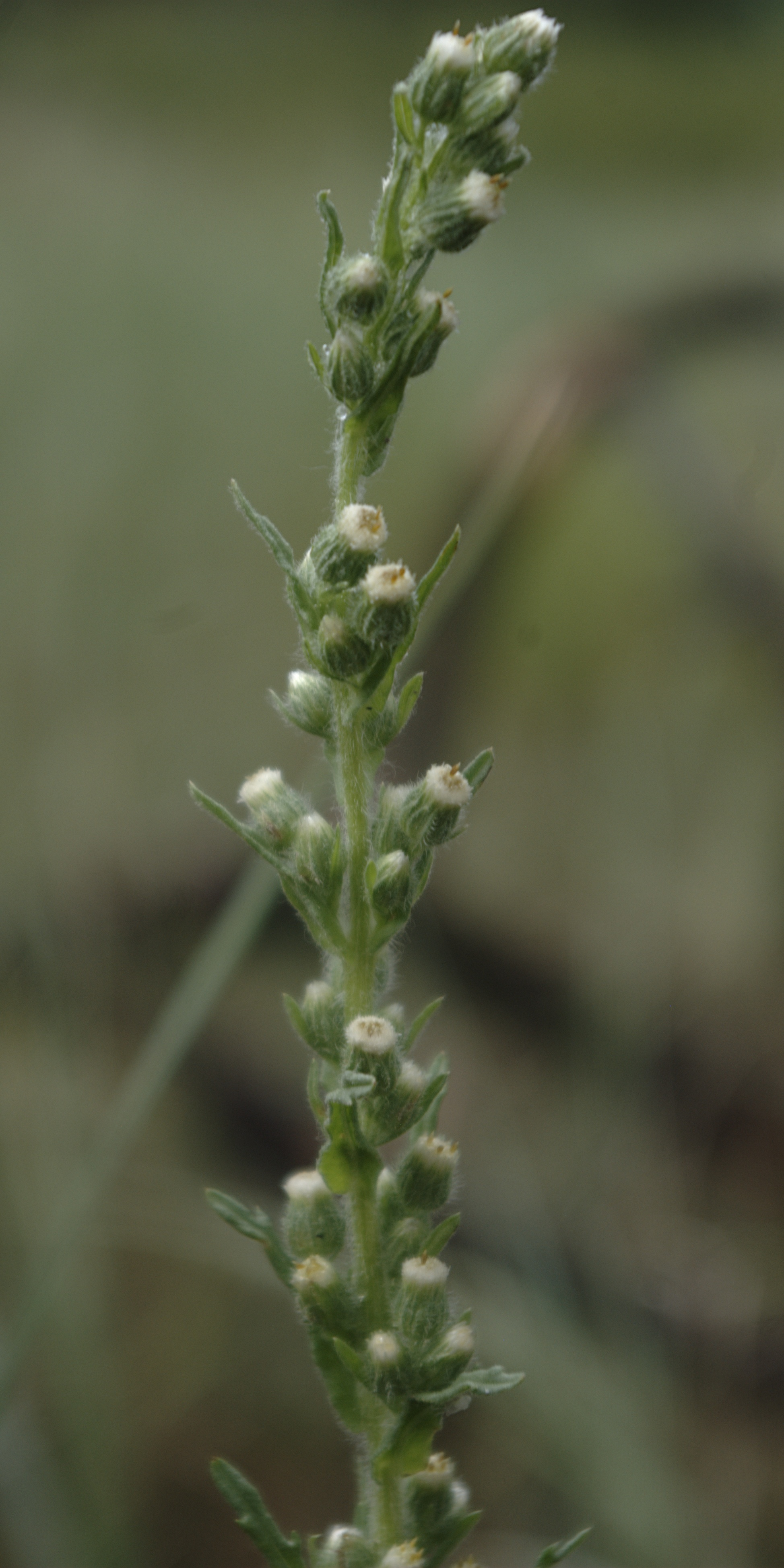
Laennecia coulteri
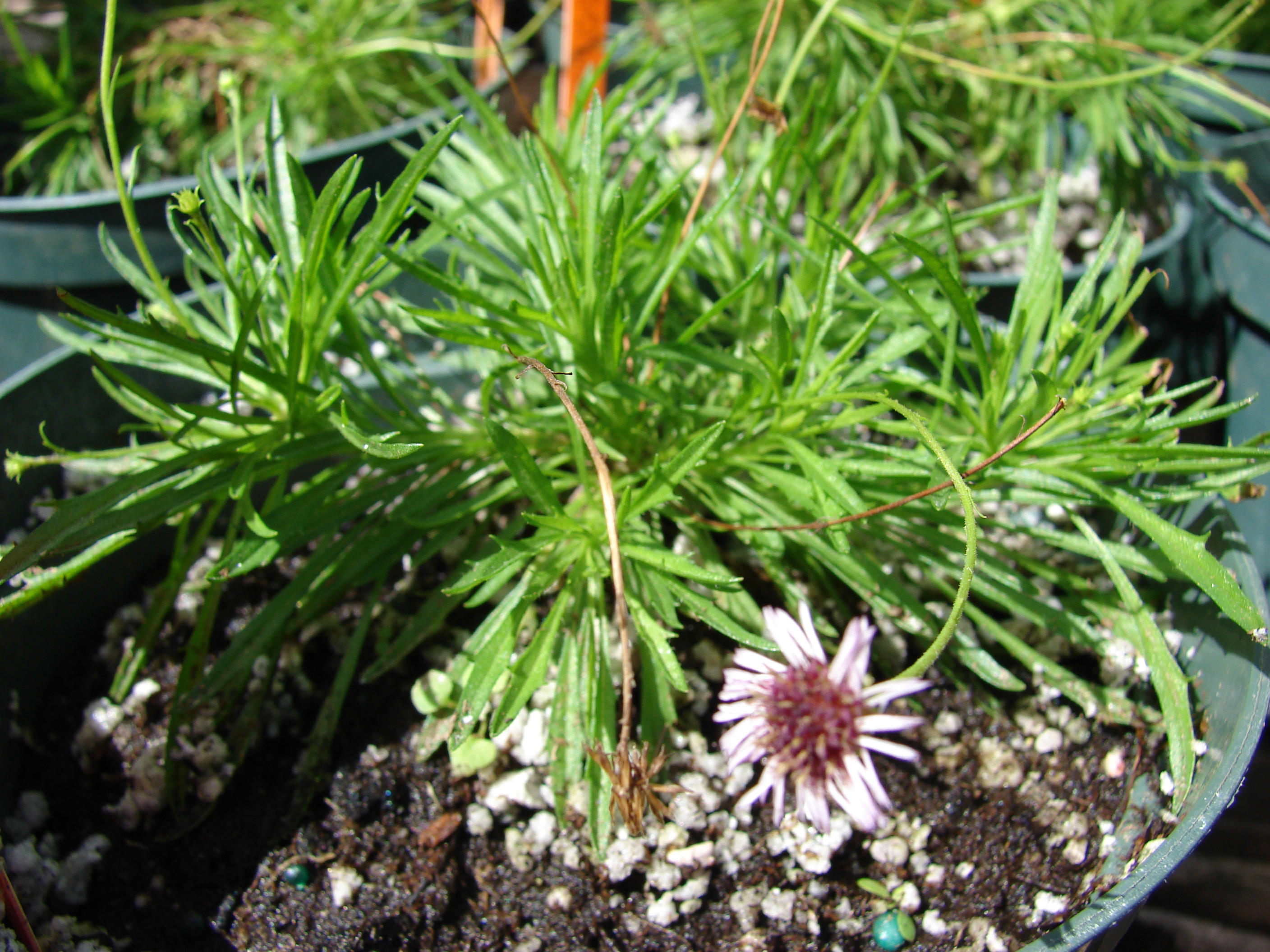
Tetramolopium filiforme